# Kościół i klasztor Dominikanek w Przemyślu
Kościół i klasztor Dominikanek – częściowo nieistniejący kompleks sakralny znajdujący się przy ulicy Grodzkiej 8 w Przemyślu

## Historia
Klasztor ufundowany został przez Magdalenę Dobrostańską (późniejszą przeoryszę) pod koniec XVI wieku. Na mocy przywileju Zygmunta III Wazy z dnia 8 lipca 1591 dominikanki nabyły folwark na Kruhelu, który w 1651 sprzedały Dominikanom. W 1620 wybudowały okazały klasztor, a w 1693 kościółek. W 1774 w klasztorze przebywało 20 zakonnic. Dekretem z 6 września 1782 klasztor został zlikwidowany w wyniku tzw. kasaty józefińskiej. Kościół został rozebrany, natomiast budynek klasztorny został później zaadaptowany na szpital wojskowy. W 1890 roku szpital został przeniesiony do nowo zbudowanego kompleksu szpitalnego przy ulicy Słowackiego. W jego miejsce, w dawnym klasztorze urządzono kasyno wojskowe, które funkcjonowało również po odzyskaniu przez Polskę niepodległości. We wrześniu 1939 roku mieściło się tu dowództwo obrony Przemyśla. Po II wojnie światowej budynek był wciąż w rękach wojska, które prowadziło tam m.in. kino "Roma". W 2010 Ministerstwo Obrony Narodowej przekazało budynek miastu, które po przeprowadzonej rewitalizacji, urządziło jedną z nowocześniejszych bibliotek na Podkarpaciu.